# Telesforo de Aranzadi
Telesforo Aranzadi y Unamuno, o Telesforo de Aranzadi, (Bergara, 1860 - Barcelona, 12 de febrer de 1945) fou un científic basc, especialista en antropologia, botànica i zoologia. Fou professor en diferents universitats espanyoles, entre les quals hi ha la de Barcelona. Va desenvolupar una gran tasca com a investigador i va fer importants
treballs antropològics, com El pueblo euskalduna: estudio de antropología, Sant Sebastià, 1889.

## Vida i obra
Realitzà una intensa tasca d'investigació en diversos camps de l'antropologia i de les ciències naturals, de les quals en fou doctor a la Universidad de Madrid. Així mateix va desenvolupar treballs etnogràfics, especialment centrats en la matèria basca. Fou l'introductor de l'estudi dels elements de cultura material o tecnologia rural. Fou catedràtic d'antropologia a la Universitat de Barcelona.
El 1891 guanyà el premi de l'Associació Antropològica de París pel seu treball El Pueblo Euskalduna, un estudi antropomètric sobre la raça basca.
Junt amb José Miguel Barandiarán i el professor Enrique Eguren realitzà la primera campanya d'excavacions i investigacions en els dolmens de l'Aralar guipuscoà. Així és com es va formar l'equip d'investigació prehistòrica Aranzadi-Barandiaran-Eguren que tantes prospeccions, excavacions i investigacions va portar a terme durant els vint anys següents, fins que la Guerra Civil Espanyola les va dispersar. Urbasa, Andia, Aralar i Aizkorri foren els principals punts de treball. A Itziar hi descobrí un crani Magdalenià.
També va dedicar part dels seus esforços i temps a la botànica i a la zoologia. Assolí el càrrec de catedràtic de Zoologia i de Mineralogia a la Facultat de Farmàcia de la Universidad de Granada, i de botànica descriptiva a la Facultat de Farmàcia de la Universitat de Barcelona. La seva primera obra botànica fou Setas y hongos del País Vasco (Bolets i fongs del País Basc), pel qual rebé el premi de la Real Academia de Ciencias.
La seva producció escrita supera el nombre de tres-cents, entre llibres, articles i altres publicacions. També va formar part d'associacions científiques de Moscú, Portugal, Roma i Berlín.
Va morir a Barcelona el 12 de febrer de 1945 a l'edat de 85 anys.

## Reconeixements pòstums
En desembre de 1985 es va celebrar a Bergara (ciutat natal), una "Setmana Homenatge a Telesforo de Aranzadi", en la qual es van impartir conferències sobre la persona i el treball de Telesforo. Aquest homenatge va finalitzar amb un acte presidit per José Miguel Barandiarán en què es va presentar el llibre Telesforo de Aranzadi. Vida y obra, escrit per Ángel Goicoetxea Marcaida i publicat per la Sociedad de Ciencias Aranzadi (Societat de Ciències Aranzadi). Aquesta societat, anteriorment anomenada "Grupo de Ciencias Naturales" (Grup de Ciències Naturals) adquirí el nom del científic en honor seu.

## Fons personal
El seu fons personal es conserva entre l'Arxiu Històric de la Ciutat de Barcelona i l'Arxiu Fotogràfic de Barcelona. El fons custodiat per aquest darrer aplega correspondència, en format postal, entre Telesforo de Aranzadi, familiars i amistats. Les targetes postals reprodueixen vistes d'indrets del País Basc i Navarra. Així mateix, el fons conté postals que mostren les tradicions i la vida quotidiana de la zona.